# Huangtang, Guangdong
Huangtang är en köping i sydöstra Kina. Den ligger i Zijin härad i staden Heyuan i provinsen Guangdong, omkring 190 kilometer öster om provinshuvudstaden Guangzhou. Antalet invånare är 23 063. Befolkningen består av 11 798 kvinnor och 11 265 män. Barn under 15 år utgör 30 %, vuxna 15-64 år 57 %, och äldre över 65 år 12,0 %.